# Galeria Arsenał w Białymstoku
Galeria Arsenał w Białymstoku – polska galeria sztuki współczesnej, która powstała w 1965 roku jako jedno z Biur Wystaw Artystycznych. 

## Historia
Galeria jako miejska instytucja mieści się w dawnym arsenale hetmana Branickiego przy ul. Mickiewicza. Powstała w 1965 roku jako Biuro Wystaw Artystycznych. Organizatorem Galerii był Mikołaj Wołkowycki, który kierował instytucją w latach 1965–1980. Od 1990 r. dyrektorką galerii jest Monika Szewczyk. Na skutek reformy administracyjnej od 1995 roku jest galerią miejską.
Galeria gromadzi zbiory w dwóch kolekcjach:
- "Trzy nurty. Realizm – Metafora – Geometria" (prace z lat 1965-1985)
- "Kolekcja II" (cenna kolekcja sztuki lat 90.) (1990-1999)

W jej zbiorach znajdują się dzieła między innymi takich twórców jak: Krzysztof Bednarski, Grzegorz Klaman, Jerzy Lengiewicz, Małgorzata Niedzielko, Mikołaj Smoczyński, Konrad Kuzyszyn, Robert Maciejuk, Agnieszka Tarasiuk, Jerzy Zieliński, Zbigniew Libera, Dorota Nieznalska, Leon Tarasewicz.